# Nadia De Negri
Nadia De Negri, née le 6 avril 1972 à Vittorio Veneto, est une vététiste professionnelle italienne.

## Palmarès

### Championnat du monde de VTT
- 1995 Kirchzarten
  - Quatrième du cross-country
- 1997 Château-d'Œx
  -  Médaillée d'argent de cross-country

### Coupe du monde
- Coupe du monde de cross-country 
  - 1997 : 7e du classement général

### Autres
- 1996
  - 2e du championnat d'Europe de cross-country
- 1997
  -  Championne d'Italie de cross-country
  - 3e de Wellington (cdm)
  - 3e de Budapest (cdm)